# Amata hydatina
Amata hydatina là một loài bướm đêm thuộc phân họ Arctiinae, họ Erebidae.